# Онищенко, Олег Олегович
Олег Олегович Онищенко (род. 21 декабря 1982, Приморск, Запорожская область) — украинский футболист, полузащитник.

## Биография
Воспитанник ДЮСШ города Приморск. Начал профессиональную карьеру в 2000 году в составе запорожского «Металлурга-2», выступающего во Второй лиге Украины. Летом 2000 года присоединился к херсонскому «Кристаллу», где играл на протяжении полутора лет.
Зимой 2003 года стал игроком донецкого «Шахтёра», но выступал за «Шахтёр-2» и «Шахтёр-3» в Первой и Второй лигах соответственно. Защищал цвета дубля «горняков» в молодёжном чемпионате Украины. В 2005 году находился в стане днепроздержинской «Стали».
Накануне старта сезоне 2006/07 перешёл в луганскую «Зарю», которая завоевала право выступать в Высшей лиге Украины. Дебютный матч на этом уровне Онищенко провёл 23 июля 2006 года против «Харькова» (2:2). Отыграв за команду один сезон, покинул стан луганчан. Позднее вновь играл за днепроздержинскую «Сталь», а также за луганский «Коммунальник» и кировоградскую «Звезду».
В 2011 году присоединился к команде «Мир» из Горностаевки. Первоначально защищал цвета команды в чемпионате Херсонской области и любительском чемпионате Украины, а позже во Второй лиге. С 2013 по 2014 год Олег Онищенко играл за макеевский «НПГУ-Макеевуголь» (ранее — «Макеевуголь»), где являлся одним из лидеров команды.
В 2016 году находился в стане ялтинского «Рубин». Позже играл за клубы первенства Запорожской области — чкаловскую «Ольвию» (2016—2020) и «Тегос» (2021).